# Jerrod Carmichael
Rothaniel Jerrod Carmichael (Winston-Salem, 6 aprile 1987) è un comico, attore, produttore televisivo, sceneggiatore e regista statunitense.

## Biografia
Jerrod Carmichael è nato il 6 aprile 1987 a Winston-Salem. Ha un fratello maggiore di nome Joe. Nel 2005 si è laureato alla Robert B. Glenn High School di Kernersville. Le sue prime influenze comiche furono George Carlin, Bill Cosby, Richard Pryor e Sinbad.
Si è trasferito a Los Angeles all'età di 20 per perseguire il suo sogno di essere un comico. Si è esibito per la prima volta nel The Comedy Store a West Hollywood. Nel 2011, ha partecipato al Just for Laughs di Montréal. Inoltre, nel 2013, è apparso in The Goodwin Games. Nel 2014, ha recitato in Cattivi vicini. Nello stesso anno è uscito uno speciale di HBO, diretto da Spike Lee, su di lui intitolato Jerrod Carmichael: Love at the Store. Nel 2017, ha dato la voce a Paco nel film Ferdinand. Nel 2018, è uscito un altro speciale su di lui, Jerrod Carmichael: 8, diretto da Bo Burnham. Successivamente, ha co-creato, co-scritto, prodotto e recitato nel serie commedia della NBC The Carmichael Show. Dal 2018 al 2019, ha anche lavorato come produttore esecutivo per la sitcom della Fox Rel.
Nel 2019, ha partecipato al quinto album di Tyler, the Creator, Igor. Nello stesso anno è stato assunto da Quentin Tarantino per co-scrivere un adattamento cinematografico basato sulla serie di fumetti crossover Django/Zorro. Ha ideato, diretto, prodotto e recitato nei documentari della HBO Home Videos e Sermon on the Mount. Nel 2021, ha diretto e recitato nel film thriller On the Count of Three. Nel 2022 è uscito il suo terzo speciale, Jerrod Carmichael: Rothaniel, sempre diretto da Burnham. Due giorni dopo il rilascio di Rothaniel, ha condotto per la prima volta il Saturday Night Live. Il 10 gennaio 2023, condotto l'80º edizione dei Golden Globe.

## Vita privata
Carmichael vive in New York. Nel 2022, ha fatto coming out, dichiarando di essere gay.

## Filmografia

### Attore

#### Cinema
- Cattivi vicini (Neighbors), regia di Nicholas Stoller (2014)
- The Meddler - Un'inguaribile ottimista (The Meddler), regia di Lorene Scafaria (2015)
- Cattivi vicini 2 (Neighbors 2: Sorority Rising), regia di Nicholas Stoller (2016)
- Transformers - L'ultimo cavaliere (Transformers: The Last Knight), regia di Michael Bay (2017)
- The Disaster Artist, regia di James Franco (2017)
- Mid90s, regia di Jonah Hill (2018)
- On the Count of Three, regia di Jerrod Carmichael (2021)
- Povere creature! (Poor Things), regia di Yorgos Lanthimos (2023)

#### Televisione
- Funny as Hell - serie TV, episodio 3x09 (2013)
- The Goodwin Games - serie TV, 4 episodi (2013)
- Comedy Bang! Bang! - serie TV, episodio 2x05 (2013)
- Axe Cop - serie TV, episodio 1x04 (2013)
- The Carmichael Show - serie TV, 32 episodi (2015-2017)
- Comrade Detective - serie TV, episodio 1x01 (2017)
- Jerrod Carmichael Reality Show - serie TV, 8 episodi (2024)

### Doppiatore

#### Cinema
- Ferdinand, regia di Carlos Saldanha (2017)

#### Televisione
- Lucas Bros. Moving Co. - serie TV, 16 episodi (2014-2015)

### Produttore

#### Cinema
- On the Count of Three, regia di Jerrod Carmichael (2021)

#### Televisione
- Jerrod Carmichael: Love at the Store, regia di Spike Lee - speciale TV (2014)
- The Carmichael Show - serie TV, 32 episodi (2015-2017)
- Jerrod Carmichael: 8, regia di Bo Burnham - speciale TV (2017)
- Drew Michael, regia di Jerrod Carmichael - speciale TV (2018)
- Rel - serie TV, 11 episodi (2018-2019)
- Home Videos, regia di Jerrod Carmichael - film TV (2019)
- Sermon on the Mount, regia di Jerrod Carmichael - film TV (2019)
- Lil Rel Howery: Live in Crenshaw, regia di Jerrod Carmichael - film TV (2019)
- Dan Soder: Son of a Gary, regia di Christopher Storer - speciale TV (2019)
- Ramy - serie TV, 30 episodi (2019-2022)
- Drew Michael: Red Blue Green, regia di Drew Michael - speciale TV (2021)
- Jerrod Carmichael: Rothaniel, regia di Bo Burnham - speciale TV (2022)
- Kate Berlant: Cinnamon in the Wind, regia di Bo Burnham - speciale TV (2022)
- Jerrod Carmichael Reality Show - serie TV, 8 episodi (2024)

### Sceneggiatore

#### Televisione
- Laugh Factory - serie TV, 9 episodi (2010-2017)
- Loiter Squad - serie TV, 8 episodi (2012-2013)
- Jerrod Carmichael: Love at the Store, regia di Spike Lee - speciale TV (2014)
- Lucas Bros. Moving Co. - serie TV, 2 episodi (2015)
- The Carmichael Show - serie TV, 32 episodi (2015-2017)
- Jerrod Carmichael: 8, regia di Bo Burnham - speciale TV (2017)
- Home Videos, regia di Jerrod Carmichael - film TV (2019)
- Sermon on the Mount, regia di Jerrod Carmichael - film TV (2019)
- Jerrod Carmichael Reality Show - serie TV, 8 episodi (2024)

### Regista

#### Cinema
- On the Count of Three (2021)

#### Televisione
- Drew Michael, regia di Jerrod Carmichael - speciale TV (2018)
- Home Videos, regia di Jerrod Carmichael - film TV (2019)
- Sermon on the Mount, regia di Jerrod Carmichael - film TV (2019)
- Lil Rel Howery: Live in Crenshaw, regia di Jerrod Carmichael - film TV (2019)

## Riconoscimenti
- Premio Emmy
  - 2022 – Candidatura al miglior attore guest in una serie commedia per Saturday Night Live
  - 2022 – Miglior sceneggiatura in un varietà per Jerrod Carmichael: Rothaniel

## Doppiatori italiani
Nelle versioni in italiano delle opere in cui ha recitato, Jerrod Carmichael è stato doppiato da:
- David Chevalier in Cattivi vicini, Cattivi vicini 2
- Daniele Raffaeli in The Meddler - Un'inguaribile ottimista
- Emanuele Ruzza in Transformers - L'ultimo cavaliere
- Raffaele Carpentieri in Povere creature!